# Nèpids
Els nèpids (Nepidae) són una família d'hemípters heteròpters de l'infraordre Nepomorpha. Algunes espècies es coneixen popularment amb el nom d'escorpins d'aigua a causa del seu hàbitat aquàtic i la seva semblança superficial amb els escorpins. Dos elements anatòmics produeixen aquesta semblança: el primer és la modificació del parell de potes anterior per facilitar la capacitat prènsil, i el segon, la presència d'un tub respiratori a l'extrem de l'abdomen, a manera de fibló, però sense la funcionalitat d'aquest. Aquest tub respiratori està connectat al sistema traqueal de l'insecte, la qual cosa permet que aquest s'oxigeni sense obligar a una emersió completa que exposi tots els seus espiracles.

## Morfologia
Els nèpids es distingeixen per la possessió d'antenes de tres segments. Pel que fa a les potes, les anteriors són prensores, i el parell posterior té una funció locomotora; els tarsos són d'un segment, sense ungles a les potes anteriors. L'abdomen té un tub respiratori apical, que li permet captar l'oxigen del medi aeri tot i estar parcialment submergit. Té, a més, ulls sortints i globosos. El rostre té tres artells.

## Taxonomia
Hi ha dues subfamílies, Nepinae i Ranatrinae, amb 14 gèneres dels quals els més coneguts són Nepa i Ranatra. L'espècie més comuna a Europa és Nepa cinerea, habitual habitant del fons d'aigües estancades. Del gènere Ranatra el representant típic és Ranatra linearis, molt més estilitzat en els apèndixs que Nepa. De vegades, erròniament, s'inclou dins la família els Belostomatidae, més grans; Belostoma grande, pròpia de Sud-amèrica, pot arribar de 10 a 12 centímetres de longitud.
- Subfamília Ranatrinae

Austronepa
Cercotmetus
Goondnomdanepa
Ranatra
- Subfamília Nepinae

Borborophilus
Borborophyes
Curicta
Laccotrephes
Montonepa
Nepa
Paranepa
Telmatotrephes